# Unsühnbar
Unsühnbar ist ein deutsches Stummfilmdrama von Georg Jacoby aus dem Jahre 1917 mit propagandistischen Untertönen. Adele Sandrock ist hier in einer ihrer frühen Filmrollen als Mutter zweier Söhne zu sehen.

## Handlung
Erzählt wird das Schicksal einer Mutter und ihrer beiden Söhne, die im Ersten Weltkrieg unterschiedliche Wege gehen, um zum „Ruhme ihres Vaterlandes“ zu wirken. Während der ältere Sohn sich an die Front meldet, geht der jüngere in eine Munitionsfabrik. Dort gerät er jedoch bald in den (in der Geschichte als verderblich gebrandmarkten) Einfluss eines sich als Kämpfer für Arbeiterrechte ausgebenden Mannes, der ihn und dessen Kollegen zum Streik aufstachelt. 
Dieser Streik führt nun dazu, dass der andere Sohn und seine Kameraden erhebliche Probleme mit dem Munitionsnachschub bekommen, und ihr Leben somit größter Gefahr ausgesetzt wird. Schließlich fällt genau aus diesem Grunde der Soldatenbruder im Felde. Erst jetzt erkennt der jüngere Bruder seinen Fehler und will für seine Tat Sühne leisten, indem auch er sich an die Front meldet. Die alte Mutter nimmt statt seiner den leer gewordenen Platz an der Drehbank der Munitionsfabrik ein.

## Produktionsnotizen
Unsühnbar entstand Mitte 1917 auf dem Tempelhofer Feld. Der Dreiakter mit einer Länge von 1133 Metern passierte im Juli 1917 die Filmzensur und wurde wohl wenig später uraufgeführt. 
Thematisch nicht ganz unähnlich war der vom damaligen Kriegsgegner Frankreich nahezu zeitgleich gedrehte Propagandafilm „Mères françaises“ mit Sarah Bernhardt in der Mutterrolle. Anders als der Film Unsühnbar, der nahezu ausschließlich die Einsatz- und Kampfmoral daheim und bei den deutschen Soldaten stärken sollte, schlug der französische Streifen einen extrem hasserfüllten Ton gegen den Kriegsgegner Deutschland an.

## Kritik
Die Kinematographische Rundschau nannte Unsühnbar und den ebenfalls 1917 herausgebrachten BUFA-Film Jan Vermeulen, der Müller aus Flandern „zwei Meisterwerke Jakobyscher Regie“.